# 電影文化中心 (香港)
電影文化中心（香港）是一個非牟利藝術團體，始創於1999年，傳承了「香港電影文化中心」的精神，旨在推廣香港電影及視像文化發展。自創辦以來，電影文化中心（香港）深入文化藝術界、電影界、學界，以至社區，透過舉辦各類型的工作坊、研討會、放映會、導賞活動及比賽，將電影文化向大眾推廣，務求提高更多人士對電影文化的興趣。2011年，電影文化中心（香港）重啟。透過定期舉辦各類型活動，凝聚本地從事電影創作的行內人士及新血，亦推動本地的電影文化，將電影及視像文化帶入社區和生活，拉近觀眾與電影的距離。
2021年推出「流動電影學堂」，提供更多元化、更多層面的電影教育活動。

## 活動
| 年份   | 合作單位 | 活動                                                                  |
| ------ | -------- | --------------------------------------------------------------------- |
| 2000年 | 主辦     | 《集體記憶闖世紀 ── 一個香港新一代的千禧數碼時間囊》                  |
| 2000年 | 合辦     | 《電影資料館學生電影欣賞場／導賞計劃》                                |
| 2000年 | 合辦     | 《我們在屋企的日子》電影欣賞會、戲劇論壇、錄像工作坊                  |
| 2000年 | 合辦     | 《天堂孩子親子場》電影院放映會                                        |
| 2001年 | 主辦     | 《2001香港電影漫遊》                                                  |
| 2001年 | 合辦     | 《韓國電影新勢力》電影放映會                                          |
| 2001年 | 合辦     | 《電影神話劇本及短片創作比賽（中港台）2001》                          |
| 2002年 | 主辦     | 《錄像藝術教授工作坊》                                                |
| 2011年 | 主辦     | 「大隱於市──影像詩人泰倫斯馬力」研討會                                |
| 2011年 | 主辦     | 從〈生命樹〉到〈美麗新世界〉研討會                                    |
| 2011年 | 主辦     | 雷楚雄電影美術講座                                                    |
| 2011年 | 主辦     | 「改編電影系列」講座                                                  |
| 2011年 | 主辦     | 「無聲的對白」講座                                                    |
| 2011年 | 主辦     | 首場露天放映會──《我們在跳舞》露天首映派對                            |
| 2012年 | 主辦     | 「音樂與電影」系列放映會及講座                                        |
| 2012年 | 合辦     | 「紀錄中國──中國獨立紀錄片免費放映及映後座談」                        |
| 2012年 | 合辦     | 《給電影公民的兩堂課：洗腦與學生的抗爭》                              |
| 2012年 | 主辦     | 「鬼請你睇戲」放映及映後座談會                                        |
| 2012年 | 合辦     | 電影 ‧ 香港情 ─ 老幼齊講戲2012 (康文署主辦)                           |
| 2013年 | 合辦     | 電影@新世界 · 新世界@電影」放映會及映後座談會                         |
| 2013年 | 合辦     | 「香港文學@小說家族︰電影放映座談會」                                 |
| 2013年 | 合辦     | 「活在土瓜灣」社區錄像計劃學員作品展                                  |
| 2013年 | 主辦     | 《慢性中毒》放映及座談（哭喪女特別放映前奏節目）                      |
| 2013年 | 主辦     | 《哭喪女》特別放映                                                    |
| 2013年 | 主辦     | 獨立監製工作坊 I                                                      |
| 2013年 | 節目伙伴 | 《建構場域》放映會：流動影像作為建構藝術史的場域 (亞洲藝術文獻庫主辦) |
| 2013年 | 合辦     | 舊電影 ‧ 香港情 ─ 老幼齊講戲2013 (康文署主辦)                         |
| 2014年 | 合辦     | 香港電車公司展開110週年慶祝活動「裝載你我．映照生活」                 |
| 2014年 | 合辦     | 「紀錄香港︰電視經典重溫」放映及映後談                                |
| 2014年 | 合辦     | 舊電影 ‧ 香港情 ─ 老幼齊講戲2014 (康文署主辦)                         |
| 2014年 | 合辦     | 第二個巴別塔：舞踏城寨(亞洲民眾戲劇節協會主辦)                        |
| 2014年 | 主辦     | 獨立監製工作坊 II                                                     |
| 2014年 | 主辦     | 《進擊的日常》公開放映及映後談                                        |
| 2015年 | 主辦     | 電影文化沙龍系列 ( 25場對談)                                          |
| 2015年 | 合辦     | 舊電影 ‧ 香港情 ─ 老幼齊講戲2015 (康文署主辦)                         |
| 2015年 | 主辦     | 《明媚時光》(2009)特別放映及映後談                                    |
| 2015年 | 主辦     | 獨立監製工作坊 III                                                    |
| 2016年 | 合辦     | 舊電影 ‧ 香港情 ─ 老幼齊講戲2016 (康文署主辦)                         |
| 2016年 | 主辦     | 溝電影節 2016                                                         |
| 2016年 | 主辦     | 電影文化沙龍II (8場對談& 4場放映) (2016-2017年)                       |
| 2017年 | 主辦     | 電影文化沙龍II (8場對談& 4場放映) (2016-2017年)                       |
| 2017年 | 合辦     | 舊電影 ‧ 香港情 ─ 老幼齊講戲2017 (康文署主辦)                         |
| 2018年 | 主辦     | 日本動畫大師班 （湯淺政明）                                           |
| 2018年 | 主辦     | 「從微電影跳出大銀幕」（六場座談）                                    |
| 2018年 | 主辦     | 第二屆「溝」電影節 － 磁頭電擊                                        |
| 2018年 | 合辦     | 舊電影 ‧ 香港情 ─ 老幼齊講戲2018 (康文署主辦)                         |
| 2019年 | 主辦     | 光影聲導—電影口述影像培訓及推廣計劃                                   |
| 2019年 | 主辦     | 電影+社區文化導賞團 （九龍城 ＆ 油尖區）                              |
| 2019年 | 合辦     | 光影漫遊＠建造業零碳天地                                              |
| 2019年 | 合辦     | 舊電影 ‧ 香港情 ─ 老幼齊講戲2019 (康文署主辦)                         |
| 2020年 | 主辦     | 第一屆日本動畫大師班                                                  |
| 2021年 | 合辦     | 舊電影 ‧ 香港情 ─ 老幼齊講戲2021 (康文署主辦)                         |

## 外部連結
- 電影文化中心（香港） （页面存档备份，存于）
- 電影文化中心（香港）Facebook （页面存档备份，存于）
- 電影文化中心舊貌